# Millie Perkins
Millie Perkins (Passaic, Nueva Jersey; 12 de mayo de 1938) es una actriz estadounidense reconocida principalmente por su papel de Ana Frank en El diario de Ana Frank (1959).

## Carrera
Perkins nunca había estudiado ni buscado ser actriz, pero el director George Stevens vio su foto y trató de convencerla de leer para el papel. Finalmente, voló a Hollywood para una prueba de pantalla y, con mucha fanfarria, consiguió el papel. Perkins recibió críticas casi universalmente excelentes por su interpretación de Frank, aunque la película fue un éxito de taquilla menor de lo esperado.
Perkins en una visita a Israel en 1959
Después de su trabajo con George Stevens, Perkins fue contratada por 20th Century Fox. Era una de las jóvenes estrellas prometedoras de Hollywood , pero el sistema de contratos de estudio, que estaba llegando a su fin, no encajaba bien con Perkins, que había alcanzado la mayoría de edad con la Generación Beat en la ciudad de Nueva York de los años cincuenta. George Stevens diría más tarde: "Millie no encajaba. Llegó 10 años antes de tiempo". Suspendido por rechazar el papel principal en la película de 1960 Tess of the Storm Country  – Perkins vio la película como una película de serie B y un paso atrás en su carrera – Perkins fue elegido por 20th Century Fox para la película de 1961 Wild in the Country , interpretando a papel secundario de la novia de Elvis Presley  (más tarde interpretaría a Gladys Presley en la miniserie Elvis de 1990 ); Luego, el estudio abandonó a Perkins. Joshua Logan seleccionó personalmente a Perkins para el papel protagonista femenino en la película Ensign Pulver de 1964 , pero la película fue un fracaso; Perkins no aparecería en otro estreno cinematográfico convencional durante casi 20 años. Interpretó el papel principal femenino en las dos producciones inaugurales de Jack Nicholson , The Shooting y Ride in the Whirlwind  , filmadas lado a lado en 1965, y en 1968 coprotagonizó Wild in the Streets, escrita por su entonces esposo Roberto Thom.